# Contea di Nanpi
La contea di Nanpi (南皮县S, Nánpí XiànP) è una contea della Cina, situata nella provincia di Hebei e amministrata dalla prefettura di Cangzhou.